# Quận Laramie, Wyoming
Quận Laramie (tiếng Anh: Laramie County) là quận là đông dân nhất trong 23 quận của tiểu bang Wyoming, Hoa Kỳ. Quận này nằm ở góc đông nam của tiểu bang. Dân số của quận là 81.607 người tại điều tra dân số năm 2000 [1] Quận lỵ là Cheyenne, thủ phủ bang. [2] Vùng đô thị Cheyenne, Wyoming bao gồm quận Laramie.
Theo điều tra dân số 2năm 2000, quận đã có 81.607 người, 31.927 hộ, và 21.614 gia đình sống trong quận. Mật độ dân số là 30 người trên mỗi dặm vuông (12/km ²). Có 34.213 đơn vị nhà ở với mật độ trung bình là 13 nhà cho mỗi dặm vuông (5/km ²). Tỷ lệ chủng tộc của quận gồm 88,92% người da trắng, 2,60% da đen hay Mỹ gốc Phi, 0,85% người Mỹ bản xứ, 0,95% người châu Á, 0,11% người đảo Thái Bình Dương, 4,00% từ các chủng tộc khác, và 2,57% từ hai hoặc nhiều chủng tộc. 10,90% dân số là người Hispanic hay Latino thuộc chủng tộc nào. 23,7% là người Đức, 11,1% người Anh, 10,3% người Ailen và 7,4% người Mỹ gốc theo điều tra dân số năm 2000.

## Các đơn vị dân cư

### Thành phố
- Cheyenne

### Thị trấn
- Albin
- Burns
- Pine Bluffs